# Silay
Silay é um cidade de  terceira classe de renda da cidade (d) na província Negros Ocidental, nas Filipinas. De acordo com o censo de 1 de maio  de  2020 possui uma população de 130 478 pessoas e 32 693 domicílios.